# 1696
1696 (MDCXCVI) je bilo prestopno leto, ki se je po gregorijanskem koledarju začelo na nedeljo, po 10 dni počasnejšem julijanskem koledarju pa na sredo.

## Dogodki
- 1. januar

## Rojstva
- 14. oktober - Samuel Johnson (filozof), ameriški filozof, Berkeleyev dopisovalec († 1772)
- 17. oktober - Avgust III. Poljski, poljski kralj in litovski veliki knez († 1763)

Neznan datum
- Henry Home, baron Kames, škotski |razsvetljenski filozof († 1782)

## Smrti
- 27. april - Simon Foucher, francoski filozof (* 1644)
- 17. julij - Jan III. Sobieski, poljski kralj in vojskovodja (* 1629)

Neznan datum
- Jean Richer, francoski astronom (* 1630)